# Nemo (vulcano)
Il Nemo (in russo Немо?) è un vulcano attivo situato sull'isola di Onekotan, nella Grande catena delle Curili (Russia). Appartiene al distretto Severo-Kuril'skij dell'oblast' di Sachalin.
Il nome gli venne dato dal capitano inglese Henry Snow in onore della goletta Nemo.
Si tratta di uno stratovulcano, il cui cono si trova nella caldera. Il Nemo ha formato diverse caldere sovrapposte. Il complesso è composto per la maggior parte da andesiti. Parte della caldera a nord-est è allagata e forma il lago Čërnoe. Il Nemo ha un'altezza di 1018 m e si trova nella parte settentrionale dell'isola; mentre a sud è situato il vulcano Krenicyn. 
Sono note eruzioni storiche dell'inizio del XVIII secolo, nel 1906 e nel 1938 (VEI 2).